# تپه نیزار
تپه نیزار مربوط به دوره سلجوقیان تا دوره ایلخانی است و در شهرستان ورامین، روستای سلمان آباد واقع شده و این اثر در تاریخ ۱۲ بهمن ۱۳۸۱ با شمارهٔ ثبت ۷۴۳۶ به‌عنوان یکی از آثار ملی ایران به ثبت رسیده است.